# تسرولیانو
تسرولیانو (به بلغاری: Tservelyano) یک منطقهٔ مسکونی در بلغارستان است که در شهرستان کیوستندیل واقع شده‌است.